# (11975) 1995 FA1
(11975) 1995 FA1 est un astéroïde de la ceinture principale découvert en 1995.

## Description
(11975) 1995 FA1 a été découvert le 31 mars 1995 à l'observatoire de La Silla, au Chili, par Stefano Mottola et Eberhard Koldewey .

### Caractéristiques orbitales
L'orbite de cet astéroïde est caractérisée par un demi-grand axe de 2,16 UA, un périhélie de 1,88 UA, une excentricité de 0,13 et une inclinaison de 1,64° par rapport à l'écliptique. Du fait de ces caractéristiques, à savoir un demi-grand axe compris entre 2 et 3,2 UA et un périhélie supérieur à 1,666 UA, il est classé, selon la JPL Small-Body Database, comme objet de la ceinture principale.

### Caractéristiques physiques
(11975) 1995 FA1 a une magnitude absolue (H) de 15,5 et un albédo estimé à 0,089.